# Соснівочка
Со́снівочка — село в Україні, у Білогірській селищній територіальній громаді Шепетівського району Хмельницької області. Населення становить 45 осіб.

## Історія
У 1906 році село Білогородської волості Ізяславського повіту Волинської губернії. Відстань від повітового міста 30 верст, від волості 10. Дворів 51, мешканців 370.
7 (20) листопада 1917 року, відповідно до Третього Універсалу Української Центральної Ради, увійшло до складу Української Народної Республіки.
12 червня 2020 року, відповідно до розпорядження Кабінету Міністрів України № 727-р «Про визначення адміністративних центрів та затвердження територій територіальних громад Хмельницької області», увійшло до складу Білогірської селищної громади.
19 липня 2020 року, в результаті адміністративно-територіальної реформи та ліквідації Білогірського району, село увійшло до складу новоутвореного Шепетівського району.

## Населення
За переписом населення України 2001 року в селі мешкало 41 особа.
У 2020 році чисельність населення становила ▲45 осіб.